# 国府白菜
国府白菜（こくふはくさい）は、白菜のうち群馬県群馬郡群馬町国府地区（現・高崎市引間町付近）で生産されるものの総称。黄ごころ・勝黄・きらぼし・黄望峰などの品種からなる。「國府」と朱書きされた独特の巻紙に巻かれ二個一束で売られることがあるが、それは現地の農協による品質保証のしるしである。

## 概要
国府地区は榛名山の火山灰に由来する肥沃な土壌に恵まれており、他の土地で栽培しても同様の甘さや食味を得られないため、「国府白菜」と呼ばれている。肉厚で柔らかく、糖度が高いのが特徴。「他の白菜を調理するときと同量のみりんや砂糖を使うと甘くなりすぎる」という声もある。
11月中旬から3月上旬まで出荷され、白菜漬けや浅漬け、キムチ、鍋にすることが多い。

### 沿革
明治38年11月、佐波郡境町（現・伊勢崎市）で戦勝記念東毛五郡品評会が開催された。住谷又市ほか3名がここで白菜を見て関心をそそられる。明治39年8月、前橋市の金子種苗店（現・カネコ種苗）より購入した輸入物の種子を栽培したのが国府白菜のはじまりである。多くの生産者が栽培するようになったのは大正初めころらしい。当初、金州と直隷という品種が栽培され、大正期に芝罘（ちいふう）という品種がこれに加わる。
戦後は東京および前橋・高崎の市場で品質と美味を評価され、『群馬町誌』によると「その真価を発揮」する。明確な指導方針に基づく現地農協による出荷体制の確立にともない、独特の巻紙による品質保証を行ったからだと同書は記す。
栽培のピークは昭和53年頃で、作付面積は約40ヘクタール、生産農家は200軒。2011年の時点では20-25ヘクタール、120軒とほぼ半減している。